# Bálint Török
Valentin Török de Enying, ung. Török Bálint (* zwischen 25. September 1502 und 24. Februar 1503 in Szigetvár, Königreich Ungarn; † 1550 (oder 1551?) in Yedikule, Istanbul, Osmanisches Reich) war ein ungarischer Magnat, Feldherr, Ban von Belgrad und Herr auf der Burg Csesznek.

## Leben
Török war der Sohn des Obergespans Emmerich Török (* um 1460, † 1521) und dessen Ehefrau Kristina Parlaghy. Über die Kindheit des Bálint Török ist wenig bekannt. Es ist jedoch erwiesen, dass die Familie Török im Laufe von nur zwei Generationen einen steilen gesellschaftlichen Aufstieg vollzog. Bereits der Großvater Ambrosius Török (* ?, † ~1491) war Obergespan des Komitats Ödenburg. Bereits als junger Mann entschloss sich Bálint für die Militärlaufbahn.

### Militärische Laufbahn
Bereits in jungen Jahren war Török in die Kämpfe mit den Türken verwickelt. Er gehörte zu den Verteidigern Belgrads, das von den Osmanen unter Sultan Süleyman I. belagert wurde. Die Verteidiger der Festung Belgrad sahen sich der Übermacht des türkischen Heeres nicht gewachsen und waren deshalb gezwungen die Festung am 28. August 1521 aufzugeben. Nach dem Fall von Belgrad zog sich Bálint Török mit dem Restheer in das militärische Hauptlager der Ungarn nach Mohács zurück. Wegen dieser Niederlage wurde der erst 18-jährige Bálint mitverantwortlich gemacht und er wurde seiner Güter für verlustig erklärt, die er jedoch bald wieder zurückerhielt.
Török wurde 1524 zu einem der Leibwächter von König Ludwig II. ernannt. Er nahm an der schicksalshaften Schlacht bei Mohács am 29. August 1526 an der Seite des Königs teil in welcher der König zu Tode kam.

### Politische Karriere
Nach der Schlacht bei Mohács entbrannte zwischen Kaiser Ferdinand I. und Johann Zápolya der Kampf um den ungarischen Königsthron. Bálint Török war eigentlich ein Gefolgsmann der Königin-Witwe Maria, er stellte sich – der damaligen allgemeinen politischen Stimmung entsprechend – beim Landtag in Stuhlweißenburg an die Seite Johann Zápolyas. Da die ungarische Aristokratie von Zápolya jedoch die erhoffte Unterstützung nicht erhielt, wandte sie sich Ferdinand zu. So stellte sich auch Bálint Török an die Seite von Kaiser Ferdinand I. der im Dezember 1526 in Preßburg zum König gewählt, jedoch erst am 3. November 1527 ebenfalls in der Basilika von Stuhlweißenburg zum Apostolischen König von Ungarn gekrönt wurde. Nach der Krönung Ferdinands zum König von Ungarn diente er viele Jahre den Habsburgern, wodurch er in den Genuss zahlreicher Dotationen und Ländereien kam. Durch seinen politischer Einfluss entwickelte er sich zum reichsten und einflussreichsten Magnaten in ganz Transdanubien.
Ab dem Jahre 1536 wurde Bálint Török Gefolgsmann von Johann Zápolya, als Dank erhielt er von Johann die Burg Hunyad und die Stadt Debreczin als Lehen. Kurz vor seinem Tode ernannte Johann Zápolya (auf dem Sterbebett) Bálint Török zum Oberbefehlshaber seiner Truppen und gemeinsam mit Georg Martinuzzi (ungarisch Frater György genannt) und Peter Petrovics zum Mitvormund König Johanns minderjährigen Sohnes Johann Sigismund. Nach dem Tode von Johann Zápolya wurde er ein Gefolgsmann und Vertrauter der Königin-Witwe Isabella. Im Jahre 1541 verteidigte er erfolgreich die Burg Ofen gegen die Truppen Wilhelm von Roggendorfs der vergeblich versuchte im Namen Ferdinands diese Festung zu erobern.

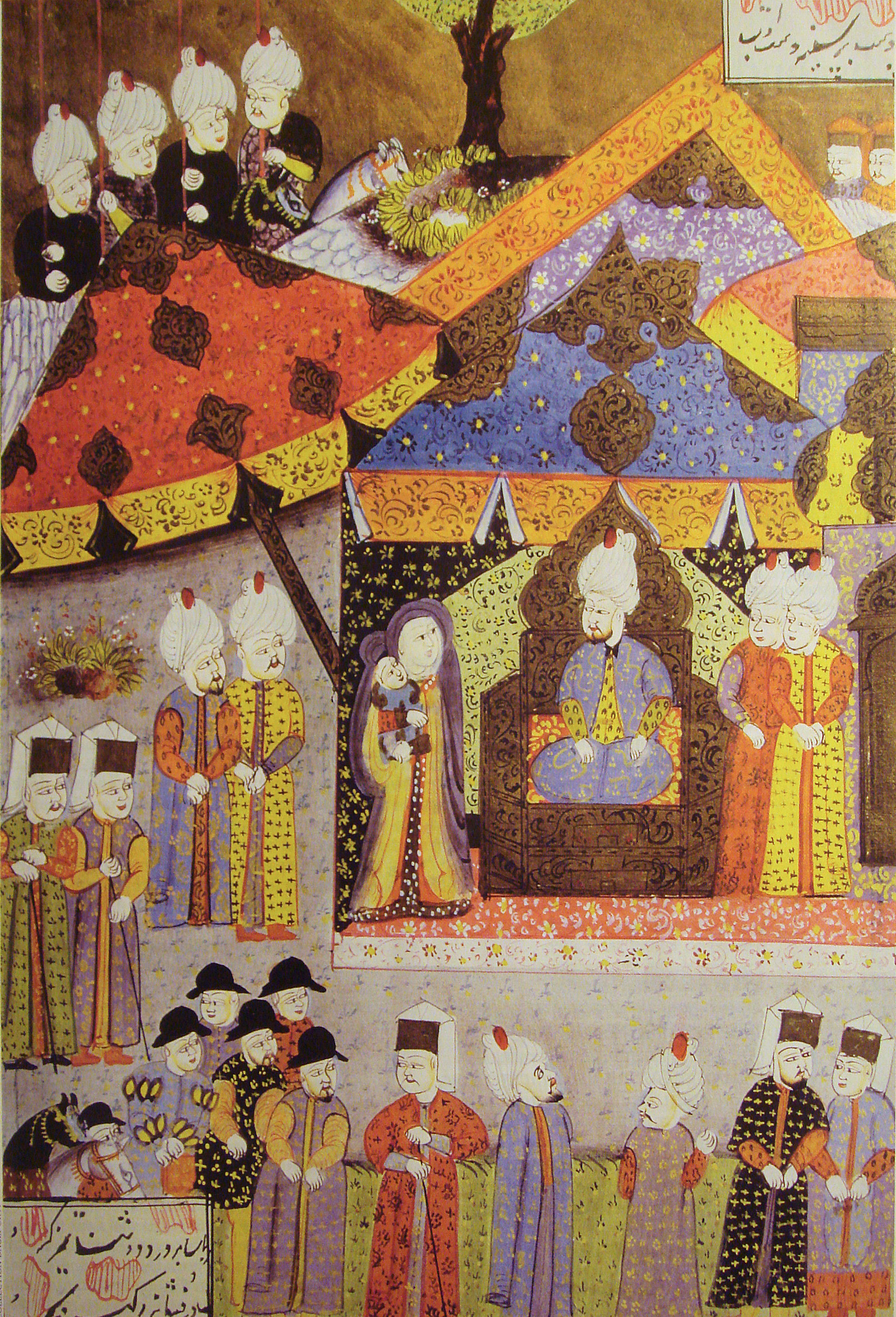
Königin Isabella mit ihrem kleinen Sohn Johann Sigismund vor dem türkischen Sultan im Jahre 1541 (türkische Miniatur)

Im selben Jahr (1541) wünschte der Sultan Süleyman I., der sich unterhalb der Burg Ofen aufhielt, den minderjährigen, erst ein Jahr alten, Johann Sigismund zu sehen, um ihm seinen „väterlichen Segen“ zu erteilen. Das Kind wurde von Bálint Török, sowie anderen militärischen Führern der Ungarn in das Zelt des Sultans begleitet. Die Ungarn merkten zu spät, dass es sich hierbei um eine List handelte, da es den Türken in dieser Zeit gelang, die Burg von Ofen kampflos einzunehmen. Bálint Török wurde anlässlich dieses Besuches verhaftet und als Gefangener nach Istanbul verschleppt. Der Hauptgrund der Verhaftung von Török war wohl der Umstand, dass Török der einzige charismatische politische jedoch auch militärische Führer war, der in der Lage gewesen wäre, sich gegen die Türken zu erheben. Nach seiner Gefangennahme soll Süleyman I. zu Bálint Török gesagt haben:

„Ich weiss es nicht, guter Bálint, hast du dich vor mir, oder ich mich vor dir gefürchtet, genug dass es mir daheim oft von dir träumte.“

Bálint Török wurde in dem berüchtigten Gefängnis Yedikule („Burg der sieben Türme“) inhaftiert. Seine Ehefrau Katharina Pemfflinger versuchte verzweifelt ihren Mann frei zu bekommen. Alle Interventionen wie bei den Habsburgern oder der Hohen Pforte blieben jedoch erfolglos. Sie intervenierte auch bei der Königin Isabella sowie den Königen von Frankreich und Polen, hatte jedoch keinen Erfolg. Bálint blieb auch weiterhin in Kerker 'Der Burg der sieben Türme' bis an sein Lebensende gefangen. Dort starb er im Herbst 1550 im Alter von 47 Jahre. Sein Grab blieb unbekannt.

### Familie und Nachkommen
Bálint Török heiratete am 9. Oktober 1524 Katharina Pemfflinger (* 1506(?), † September 1553) die aus einer Regensburger Handels- und Kaufmannsfamilie stammte, die zuerst in Wien und ab 1477 in Ofen tätig war und zu einem beträchtlichen Vermögen gelangten. Katharina war vor ihrer Heirat die beliebteste Hofdame der Königin Maria von Ungarn. Durch diese Beziehung trug sie zum Karriereerfolg ihres Mannes wesentlich bei. Mehrere Mitglieder der Familie ließen sich in Siebenbürgen nieder, wo sie bedeutende Positionen einnahmen und waren Unterstützer der Reformation. Auch Bálint Török, sowie seine Frau Katharina konvertierten zum evangelischen Glauben.
Aus der Ehe Bálint Török's mit Katharina Pemfflinger gingen zwei Söhne und eine Tochter hervor:
- Johann (* 1529, † Juni 1562 in Deva / Siebenbürgen) ⚭ 1. Borbála Balassa († ~1567)[8], 2. Anna Kendy († 1557)[9], 3. Krisztina Sanyiki
- Franz (ung. Ferenc; * ~1530er Jahre, † Februar 1571) ⚭ Barbara Országh de Guth († 1571)

Johann Török, war ähnlich, wie sein Vater ein Förderer der Reformation Martin Luthers. Er beteiligte sich in den Kriegen gegen die Türken, die er wegen der Gefangennahme seines Vaters hasste. Zur Königin Isabella brach er jeglichen Kontakt ab, da er ihr eine Kollaboration mit den Osmanen vorwarf und verübelte. Im Jahre 1550 wurde Johann zum Obergespan des Komitats Hunyad ernannt.
Johanns jüngerer Bruder Franz war ebenfalls ein Förderer und Unterstützer der Reformation. Er war Großgrundbesitzer und Kämpfer gegen die Türken. Im Jahre 1566 beteiligte er sich an der Rückeroberung der Stadt Veszprim von den Osmanen.

### Sonstiges
Der ungarische Schriftsteller Géza Gárdonyi setzte in seinem historischen Roman Die Sterne von Eger (ungarisch Egri csillagok) Bálint Török ein literarisches Denkmal. Dieser historische Roman basiert auf jahrelanger minutiösen Recherche des Schriftstellers uns widerspiegelt realistisch den historischen Hintergrund und Ereignisse um die Gestalt Bálint Töröks und seiner Zeit.
In der Zeitschrift New Hungarian Quarterly von 1977 heißt es über ihn, er „sei ein Magnat gewesen, der der Partei des Königs angehörte“ und im Hungarian book review steht über ihn, “Balint Torok, an immensely rich Hungarian aristocrat, who endd his life as a prisoner of the Seven Towers of Istanbul in 1551.” (deutsch: „Balint Török war ein immens reicher ungarischer Aristokrat, dessen Leben als Gefangener der Sieben Türme von Istanbul im Jahre 1551 endete.“)
Nach Bálint Török wurde die ungarische Stadt Törökbálint bei Budapest benannt.